# Tiffany Haddish
Tiffany Sara Cornilia Haddish Kalifornia, Los Angeles, 1979. december 3.–) Primetime Emmy- és Grammy-díjas amerikai színésznő, komikus és író.

## Fiatalkora és tanulmánya
Haddish a kaliforniai Dél-Közép-Los Angelesben született és nőtt fel. Édesapja, az Eritreából menekült Tsihaye Reda Haddish, akinek családi háttere etióp-zsidó származású. Édesanyja, Leola, afroamerikai kisvállalkozó volt. Miután Haddish apja elhagyta, amikor ő hároméves volt, édesanyja újra férjhez ment, és megszületett Haddish négy féltestvére (két fiú, két lány).
1988-ban, amikor családja a kaliforniai Coltonban élt, Haddish édesanyja, Leola súlyos agykárosodást szenvedett egy autóbalesetben. Úgy vélték, hogy ez okozta Leola skizofréniáját; Haddish elmondta, hogy anyja indulatos, bántalmazó és erőszakos lett. Az akkor kilencéves Haddish, aki öt testvére közül a legidősebb volt, a család fő gondozója lett. Haddish ekkor fedezte fel, hogy van tehetsége ahhoz, hogy megnevettesse az embereket. Azt mondta: „Ha meg tudtam nevettetni [Leolát], és a dühét örömre tudtam váltani, akkor kevésbé volt valószínű, hogy megverjenek. Ugyanez a helyzet az iskolában: Ha meg tudnám nevettetni a gyerekeket, segítenének a házi feladatomban, és megvédhetnének a többi bántalmazótól.”
Haddish szerint mostohaapja később elmondta neki, hogy megpiszkálta az anyja autójának fékeit, és azt tervezte, hogy a balesetben megöli Haddish-t, testvéreit és az anyját, ezáltal behajthatja az életbiztosításukat. A gyerekek azonban úgy döntöttek, hogy aznap otthon maradnak, és a baleset nem volt halálos az édesanyjára nézve.
Amikor Haddish 12 éves volt, őt és testvéreit nevelőszülőkhöz adták, és ideiglenesen elválasztották egymástól. Amíg ott volt, komédiázott, hogy megbirkózzon az ismeretlen emberekkel való együttléttel. 15 éves korában a nagymamájuk gondozásában újra egyesült testvéreivel.
A Los Angeles-i Woodland Hills-i George Ellery Hale Középiskolába járt, majd a szintén Woodland Hills-i El Camino Real Középiskolában végzett, ahol ő volt az iskola kabalája. Elmondta, hogy a középiskoláig nem tudott jól olvasni, de javult, amikor egy tanár korrepetálta. Az iskolában is sok gondja akadt, annak ellenére, hogy díjnyertes drámaversenyeken vett részt, ahol Shakespeare-monológokat adott elő. 2018-ban elárulta, hogy 17 éves korában megerőszakolta egy rendőrtiszt, ami szerinte ahhoz vezetett, hogy agresszívan kerülte el a férfiak nem kívánt közeledését.
1997-ben, miután a szociális munkástól ultimátumot kapott, hogy vagy pszichiátriai terápiára vagy a Laugh Factory Comedy Campbe járjon, a 17 éves Haddish a komédiát választotta, mint a fájdalmának levezető útját. Azt mondja, hogy számos neves komikus, köztük Richard Pryor, Dane Cook, Charles Fleischer és a Wayans fivérek mentorálása segített neki felfedezni a komédia iránti szenvedélyét, amely „szó szerint megmentette az életét”. Élettapasztalatait beépítette műsoraiba, és úgy látta, hogy ez egy „biztonságos térként” működik számára.
Haddish-t felvették a New York Egyetemre, de a tandíj és az adósságoktól való ellenszenve visszatartotta a felvételitől. Később a Santa Monica College-ba járt. A képernyőn elért sikerei előtt számos munkahelyen dolgozott, többek között az Air New Zealand ügyfélszolgálatán a Los Angeles-i nemzetközi repülőtéren és az Alaska Airlinesnál. Elmondta, hogy húszéves korában, a komédiázás kezdeti időszakában a kocsijában élt.

## Magánélete

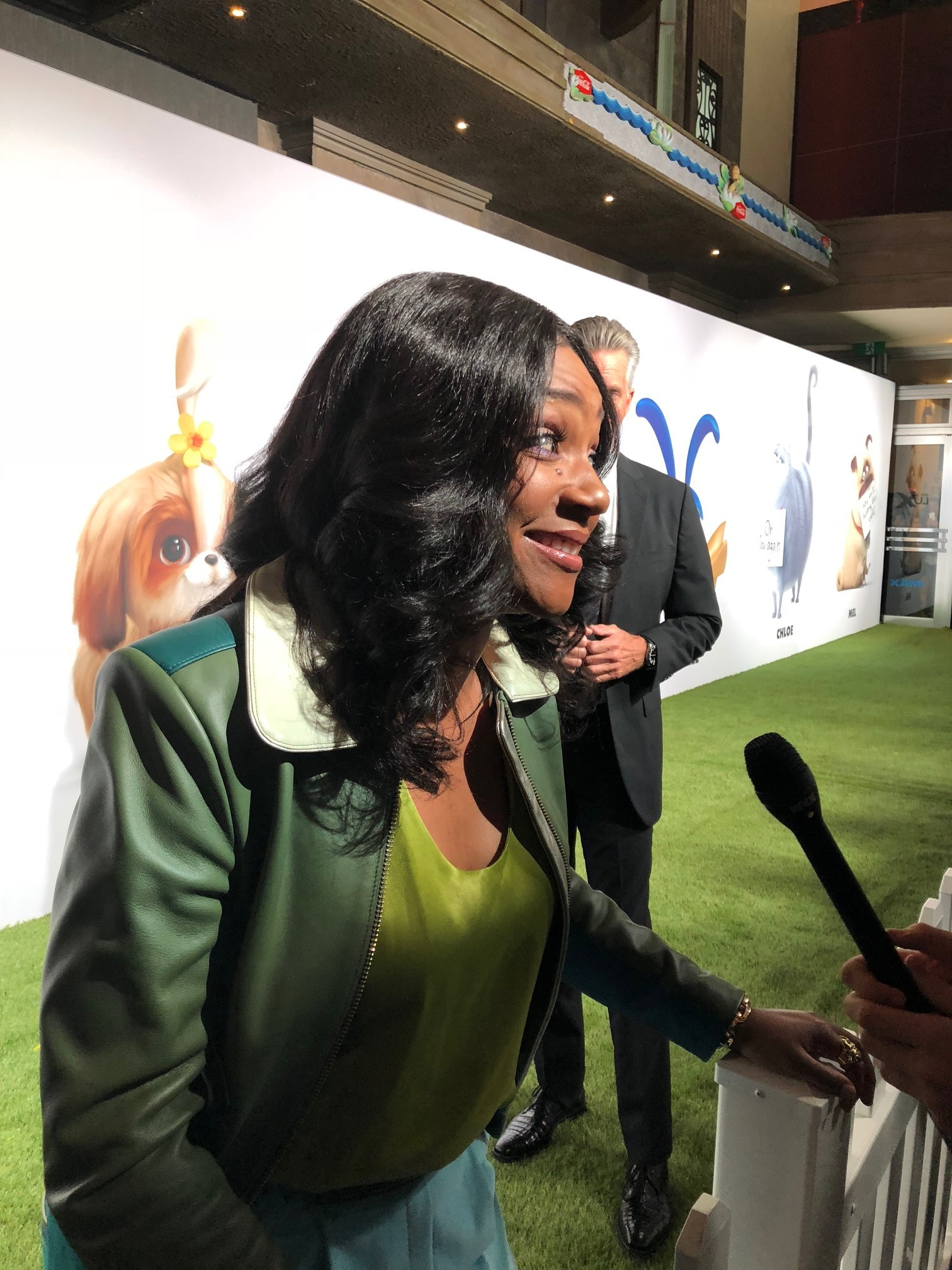
Haddish a A kis kedvencek titkos élete 2. premierjén 2019-ben

Amikor Haddish kilencéves volt, édesanyjánál egy autóbaleset után mentális betegséget diagnosztizáltak, és Haddishnek nevelőszülőkhöz kellett kerülnie. Életének egy korai szakaszában toxikus sokk szindrómával került kórházba. A középiskola elvégzése után Haddish hontalan volt, egy ideig az autójában élt.
Haddish együttműködött a Living Advantage nevelőszülők jólétével foglalkozó nonprofit szervezettel a Suitcase Drive for Foster Youth című műsorában, ahol bőröndöket gyűjtött, amelyekben a nevelőszülők tarthatják a holmijukat. Önkénteskedik a Laugh Factory Comedy Campben. Az általa létrehozott She Ready Alapítvány nevelőszülői programokat is segít.
Haddish 2008-ban ment hozzá William Stewarthoz. A férfi segített Haddishnek megtalálni egykoron elidegenedett édesapját, aki első esküvőjükön oltár elé vezette, amit „életem egyik legboldogabb napjaként” jellemzett. 2011-ben adta be a válókeresetet a kaliforniai Los Angeles megyében; a válást 2013-ban véglegesítették. Kapcsolatban áll a rapperrel, Commonnal.
Haddish 2019. május 22-én lett Eritrea honosított állampolgára, miközben részt vett az Eritrea Etiópiától való függetlenségének 28. évfordulója alkalmából rendezett ünnepségeken. Először 2018-ban látogatott az országba, hogy eltemesse eritreai születésű etióp-zsidó édesapját, aki menekültként érkezett az Egyesült Államokba, hogy kapcsolatot teremtsen rokonaival.
2017-ben Haddish elárulta, hogy volt egy rövid szcientológiai élménye.
2019 decemberében Haddish úgy döntött, hogy 40 évesen megtartja Bat Mitzvah szertartását. Susan Silverman rabbi, Sarah Silverman humorista testvére celebrálta a szertartást.

## Filmográfia

### Film
| Év   | Magyar cím                                          | Eredeti cím                                              | Szerep                                                  | Magyar hang       |
| ---- | --------------------------------------------------- | -------------------------------------------------------- | ------------------------------------------------------- | ----------------- |
| 2005 |                                                     | The Urban Demographic                                    | Janice Green                                            |                   |
| 2008 | Spárta a köbön                                      | Meet the Spartans                                        | városi lány                                             |                   |
| 2009 | Lepattant szervezők                                 | Janky Promoters                                          | Michelle                                                |                   |
| 2010 |                                                     | Wax On, F*ck Off (rövidfilm)                             | prostituált                                             |                   |
| 2011 |                                                     | Driving by Braille                                       | Drum őrnagy                                             |                   |
| 2012 |                                                     | What My Husband Doesn't Know                             | Falana                                                  |                   |
| 2012 |                                                     | Boosters                                                 | Debra                                                   |                   |
| 2013 |                                                     | Christmas Wedding                                        | Aurora                                                  |                   |
| 2014 |                                                     | 4Play                                                    | Comedian                                                |                   |
| 2014 |                                                     | Patterns of Attraction                                   | Sandra Lewis                                            |                   |
| 2014 |                                                     | Wishes                                                   | Jeanie                                                  |                   |
| 2014 |                                                     | School Dance                                             | Trina                                                   |                   |
| 2016 | Keanu: Macskaland                                   | Keanu                                                    | Trina "Hi-C" Parker                                     | Nemes Takách Kata |
| 2017 |                                                     | Mad Families                                             | Keko                                                    |                   |
| 2017 | Csajos utazás                                       | Girls Trip                                               | Dina                                                    | Nemes Takách Kata |
| 2018 |                                                     | All Between Us                                           | Mishawn                                                 |                   |
| 2018 | Drew bácsi                                          | Uncle Drew                                               | Jess                                                    |                   |
| 2018 | Eskü: A terror orvosa                               | The Oath                                                 | Kai Button                                              | Peller Anna       |
| 2018 | Esti iskola                                         | Night School                                             | Carrie                                                  | Pikali Gerda      |
| 2018 | Nővérek szabadlábon                                 | Nobody's Fool                                            | Tanya                                                   |                   |
| 2018 |                                                     | Taylor Swift: Reputation Stadium Tour (dokufilm)         | önmaga                                                  |                   |
| 2019 | A Lego-kaland 2.                                    | The Lego Movie 2: The Second Part                        | Amita Karok királynő (hangja)                           | Nádasi Veronika   |
| 2019 | A kis kedvencek titkos élete 2.                     | The Secret Life of Pets 2                                | Daisy (hangja)                                          | Murányi Tünde     |
| 2019 | Angry Birds 2. – A film                             | The Angry Birds Movie 2                                  | Debbie (hangja)                                         | Murányi Tünde     |
| 2019 | A bűn királynői                                     | The Kitchen                                              | Ruby O'Carroll                                          |                   |
| 2019 | Két páfrány között – A film                         | Between Two Ferns: The Movie                             | önmaga (cameo)                                          |                   |
| 2020 | Mint egy főnök                                      | Like a Boss                                              | Mia Carter                                              | Peller Anna       |
| 2020 | Phineas és Ferb, a film: Candace az Univerzum ellen | Phineas and Ferb the Movie: Candace Against the Universe | Az a hang, amit a felrobbanó felsőtestünk kiad (hangja) |                   |
| 2020 | SpongyaBob: Spongya szökésben                       | The SpongeBob Movie: Sponge on the Run                   | Ceremóniamester (hangja)                                | Náray Erika       |
| 2021 |                                                     | On the Count of Three                                    | Natasha                                                 |                   |
| 2021 | Ugratások filmje                                    | Bad Trip                                                 | Trina Malone                                            | Pikali Gerda      |
| 2021 | Élj a mának                                         | Here Today                                               | Emma Payge                                              | Peller Anna       |
| 2021 | Svindler                                            | The Card Counter                                         | La Linda                                                | Solecki Janka     |
| 2022 | A gigantikus tehetség elviselhetetlen súlya         | The Unbearable Weight of Massive Talent                  | Vivian                                                  | Peller Anna       |
| 2022 |                                                     | Easter Sunday                                            | Vanessa                                                 |                   |
| 2023 | Kísértetkastély                                     | Haunted Mansion                                          | Harriet                                                 | Tarr Judit        |
| 2023 | Tájkép Láthatatlan Kézzel                           | Landscape with Invisible Hand                            | Ms. Costello                                            |                   |
| 2023 |                                                     | Back on the Strip                                        | Verna                                                   |                   |
| 2024 | Bad Boys – Mindent vagy többet                      | Bad Boys: Ride or Die                                    | Tabitha                                                 | Herczeg Adrienn   |

### Videójátékok
| Év   | Cím                  | Szerep             |
| ---- | -------------------- | ------------------ |
| 2009 | Terminator Salvation | Ellenállási katona |

## Fordítás
- Ez a szócikk részben vagy egészben  a   Tiffany Haddish című angol Wikipédia-szócikk fordításán alapul.  Az eredeti cikk szerkesztőit annak laptörténete sorolja fel. Ez a jelzés csupán a megfogalmazás eredetét és a szerzői jogokat jelzi, nem szolgál a cikkben szereplő információk forrásmegjelöléseként.